# Jessie Maduka
Jessie Maduka (* 23. April 1996 in Düsseldorf, Nordrhein-Westfalen) ist eine deutsche Leichtathletin, die sich auf den Dreisprung spezialisiert hat und auch an Sprint-Wettbewerben teilnimmt.

## Berufsweg
Mit einem Stipendium studierte Jessie Maduka von September 2014 an der University of California, Los Angeles (UCLA) Psychologie bis Mitte 2018. Mittlerweile ist sie an der Deutschen Sporthochschule Köln.

## Sportliche Karrieren
Mit neun Jahren kam Maduka zum Düsseldorfer SC 99 und erwies sich als talentierte Mehrkämpferin. Im Alter von 14 Jahren wechselte sie zum ART Düsseldorf, bei dem sie sich auf die Sprint- und Sprungdisziplinen spezialisierte.
15-jährig hatte Maduka 2011 Premiere bei den Deutschen Jugendmeisterschaften und holte bei den U18 jeweils Bronze beim Weit- und Dreisprung sowie im 100-Meter-Lauf.
2012 war sie schon mit 16 Jahren U20-Vizeweltmeisterin mit der 4-mal-100-Meter-Staffel.
Weitere Titel und Finalteilnahmen folgten in den höheren Altersklassen.
2018 wurde Maduka bei den Aktiven Deutsche Hallen-Vizemeisterin im Dreisprung und holte bei den NCAA-Hallenmeisterschaften in College Station (Texas) für die UCLA startend mit Einstellung ihrer persönlichen Bestleistung von 13,81 m Bronze. Bei den Deutschen Meisterschaften holte sie Bronze.
2019 musste Maduka die Hallensaison aufgrund einer Fußverletzung absagen. Ende Mai siegte sie bei den Deutschen Hochschulmeisterschaften im Dreisprung und kam im 100-Meter-Lauf auf den 5. Platz. Bei den Deutschen Meisterschaften belegte Maduka den 6. Platz.
2020 wurde sie jeweils mit persönlicher Saisonbestleistung bei den Deutschen Hallenmeisterschaften mit 13,40 m Dritte und mit 13,57 m Deutsche Vizemeisterin.
2021 konnte Maduka Deutsche Hallenvizemeisterin werden. Mit 13,67 m sprang sie gleich weit wie Maria Purtsa, die damit ihre persönliche Bestleistung steigerte, hatte aber keinen Fehlversuch und mehr gültige Sprünge. Bei den Halleneuropameisterschaften in Toruń kam sie nach zwei Fehlversuchen und einem Sicherheitssprung von 13,50 m nicht über die Qualifikation hinaus und belegte den 15. Platz.
Maduka war im Nachwuchskader 1 U23 des Deutschen Leichtathletik-Verbandes (DLV) und ist nun im Perspektivkader.

## Vereinszugehörigkeiten
Jessie Maduka startete seit dem 1. Januar 2021 für den TV Wattenscheid 01 und gehörte zuvor dem ART Düsseldorf an. Ihr erster Verein war der Düsseldorfer SC 99. Seit 2024 startet sie für den Verein Cologne Athletics.

## Bestleistungen
(Stand: 9. August 2020)
Halle
- 60 m: 7,45 s (Leipzig, 22. Februar 2020)
- Weitsprung: 6,27 m (Albuquerque, 13. Februar 2015)
- Dreisprung: 13,81 m (Dortmund, 17. Februar 2018)
- 4 × 200 m: 1:38,59 min, (Ancona, 2. März 2013)

Freiluft
- 100 m: 11,68 s (+1,3 m/s) (Weinheim, 25. Mai 2013)
- Weitsprung: 6,32 m (+0,9 m/s) (Eskilstuna, 18. Juli 2015)
- Dreisprung: 13,95 m (−0,4 m/s) ( London, 15. Juli 2018)
- 4 × 100 m: 43,91 s (Los Angeles, 16. April 2016)
- 4 × 400 m: 3:48,13 min (Los Angeles, 24. März 2015)

## Sportliche Erfolge
national
- 2010: Deutsche Schüler-Blockwettkampfmeisterin (U16), (Blockwettkampf Sprint/Sprung)
- 2011: 3. Platz Deutsche U18-Jugendmeisterschaften (100 m, Weit- und Dreisprung)
- 2012: Deutsche U18-Jugendmeisterin (100 m und 4 × 100 m)
- 2013: Deutsche U18-Hallenjugendmeisterin (4 × 200 m)
- 2013: Deutsche U18-Jugendmeisterin (100 m und 4 × 100 m)
- 2014: Deutsche U20-Jugendmeisterin (4 × 400 m)
- 2015: Deutsche U20-Jugendmeisterin (Weitsprung)
- 2016: Deutsche U23-Juniorenmeisterin (Dreisprung)
- 2017: Deutsche U23-Juniorenmeisterin (Dreisprung)
- 2018: Deutsche Hallenvizemeisterin (Dreisprung)
- 2018: Deutsche U23-Juniorenmeisterin (Dreisprung)
- 2018: 3. Platz Deutsche Meisterschaften (Dreisprung)
- 2019: Deutsche Hochschulmeisterin (Dreisprung)
- 2019: 5. Platz Deutsche Hochschulmeisterschaften (100 m)
- 2019: 6. Platz Deutsche Meisterschaften (Dreisprung)
- 2020: 3. Platz Deutsche Hallenmeisterschaften (Dreisprung)
- 2020: 10. Platz Deutsche Hallenmeisterschaften (60 m)
- 2020: Deutsche Vizemeisterin (Dreisprung)
- 2021: Deutsche Hallenvizemeisterin (Dreisprung)

international
- 2012: U20-Vizeweltmeisterin (4 × 100 m)
- 2013: 7. Platz U18-Weltmeisterschaften (100 m)
- 2015: 4. Platz U20-Europameisterschaften (Weitsprung)
- 2017: 8. Platz U23-Europameisterschaften (Dreisprung)
- 2018: 3. Platz NCAA-Meisterschaften (Dreisprung)
- 2021: 15. Platz Halleneuropameisterschaften (Dreisprung)